# 벤저민 프라우드
벤저민 프라우드(영어: Benjamin Proud, 1994년 9월 21일~)는 영국의 수영 선수로 주 종목은 자유형이다. 단거리 전문 선수로 활동하고 있으며 2024년 하계 올림픽에서 남자 자유형 50m 종목에서 은메달을 획득했다. 또한 세계 선수권 대회에서 금메달 2개, 동메달 3개를 획득했다.